# Irving Asher
Irving Asher (* 16. September 1903 in San Francisco, Kalifornien; † 17. März 1985 in Indio, Kalifornien) war ein US-amerikanischer Filmproduzent.

## Leben
Asher war ab 1929 bis in die 1950er Jahre hinein als Produzent an mehr als 130 Produktionen beteiligt. 
In den Jahren 1931 bis 1938 war er als Geschäftsleiter (managing director) für Warner Brothers tätig, im Anschluss wurde er nach England geschickt, wo er der Leiter des Londoner Warner-Brothers-Büros wurde. Der von ihm 1941 produzierte Film Blüten im Staub war 1942 in der Kategorie Bester Film für den Oscar nominiert. 
Asher war von 1934 bis zu seinem Tod mit der Schauspielerin Laura La Plante verheiratet. Gemeinsam hatten sie zwei Kinder. 

## Filmografie (Auswahl)
- 1939: Testflug QE 97 (Q Planes)
- 1939: Der Spion in Schwarz (The Spy in Black)
- 1941: Der letzte Bandit (Billy the Kid)
- 1941: Blüten im Staub (Blossoms in the Dust)
- 1942: The War Against Mrs. Hadley
- 1951: Der Revolvermann (The Redhead and the Cowboy)
- 1953: Ein Lied, ein Kuß, ein Mädel (The Stars Are Singing)
- 1954: Elefantenpfad (Elephant Walk)